# Vidéographie de Mylène Farmer
Liste des cassettes VHS, CD-i, Laserdisc, DVD et disque Blu-ray de Mylène Farmer.

## Résumé
|   | Date | Type      | Titre                            | France | Belgique | Suisse | Ventes                | Certification France     |
| - | ---- | --------- | -------------------------------- | ------ | -------- | ------ | --------------------- | ------------------------ |
| a | 1987 | VHS       | Les clips                        |        |          |        | +050 000, exemplaires | Double vidéo de platine  |
| a | 1988 | Laserdisc | Ainsi soit je...                 |        |          |        |                       |                          |
| a | 1988 | VHS       | Les clips vol. 2                 |        |          |        | +060 000, exemplaires | Triple vidéo de platine  |
| a | 1990 | VHS       | Les clips vol. 3                 |        |          |        | +040 000, exemplaires | Double vidéo de platine  |
| a | 1990 | VHS       | The Videos                       |        |          |        | +005 000, exemplaires |                          |
| a | 1990 | Laserdisc | The Videos                       |        |          |        |                       |                          |
| b | 1990 | VHS       | En concert                       |        |          |        | +100 000, exemplaires | Vidéo de diamant         |
| b | 1990 | Laserdisc | En concert                       |        |          |        |                       |                          |
| a | 1992 | VHS       | L'Autre                          |        |          |        | +050 000, exemplaires | Double vidéo de platine  |
| a | 1992 | Laserdisc | L'Autre                          |        |          |        |                       |                          |
| b | 1995 | CD-i      | En concert                       |        |          |        |                       |                          |
| a | 1997 | VHS       | Music Videos                     |        |          |        | +070 000, exemplaires | Triple vidéo de platine  |
| a | 1998 | Laserdisc | Music Videos                     |        |          |        |                       |                          |
| a | 1997 | VHS       | Music Videos II                  |        |          |        | +070 000, exemplaires | Triple vidéo de platine  |
| b | 1997 | VHS       | Live à Bercy                     |        |          |        | +150 000, exemplaires | Vidéo de diamant         |
| b | 1997 | Laserdisc | Live à Bercy                     |        |          |        |                       |                          |
| a | 1999 | VHS       | Je te rends ton amour            |        |          |        | +070 000, exemplaires | Triple vidéo de platine  |
| b | 2000 | DVD       | Live à Bercy                     | 5      |          | 7      | +180 000, exemplaires | DVD de diamant           |
| a | 2000 | VHS       | Music Videos III                 |        |          |        | +050 000, exemplaires | Double vidéo de platine  |
| a | 2000 | VHS       | Coffret Music videos I, II & III |        |          |        | +020 000, exemplaires |                          |
| b | 2000 | VHS       | Mylenium Tour                    |        |          |        | +160 000, exemplaires | Vidéo de diamant         |
| b | 2000 | DVD       | Mylenium Tour                    | 5      | 2        |        | +300 000, exemplaires | DVD de diamant           |
| a | 2001 | DVD       | Music Videos                     | 8      |          | 9      | +160 000, exemplaires | DVD de diamant           |
| a | 2001 | DVD       | Music videos II & III            | 8      |          | 8      | +120 000, exemplaires | DVD de diamant           |
| a | 2006 | DVD       | Music videos IV                  | 1      | 4        | 10     | +075 000, exemplaires | Triple DVD de platine    |
| b | 2006 | DVD       | Avant que l'ombre... À Bercy     | 1      | 1        | 6      | +500 000, exemplaires | DVD de diamant           |
| b | 2008 | Blu-ray   | Avant que l'ombre... À Bercy     |        |          |        |                       |                          |
| b | 2010 | DVD       | Stade de France                  | 1      | 1        | 1      | +300 000, exemplaires | DVD de diamant           |
| b | 2010 | Blu-ray   | Stade de France                  | 1      | 1        | 1      |                       |                          |
| b | 2014 | DVD       | Timeless 2013 - Le film          | 1      | 1        | 1      | +200 000, exemplaires | DVD de diamant           |
| b | 2014 | Blu-ray   | Timeless 2013 - Le film          | 1      | 1        | 1      |                       |                          |
| b | 2019 | DVD       | En Concert                       | 1      | 1        | 1      | 20 000 exemplaires    | Double Vidéo de Platine  |
| b | 2019 | Blu-Ray   | En Concert                       | 1      | 1        | 1      | 20 000 exemplaires    | Double Vidéo de Platine  |
| b | 2019 | DVD       | Live 2019                        | 1      | 1        | 1      | 47 740 exemplaires    | Vidéo de Diamant         |
| b | 2019 | Blu-Ray   | Live 2019                        | 1      | 1        | 1      | 47 740 exemplaires    | Vidéo de Diamant         |
| a | 2021 | DVD       | Les Clips L'intégrale 1999-2020  | 1      | 1        | 1      | 80 000 exemplaires    | Double Vidéo de Plantine |
| a | 2021 | Blu-Ray   | Les Clips L'intégrale 1999-2020  | 1      | 1        | 1      | 80 000 exemplaires    | Double Vidéo de Platine  |

## Compilations de clips

### Les clips (1987)
- Réalisation : Laurent Boutonnat.
- N'existe qu'en format VHS. Contenu repris dans le DVD Music videos (2001).
- Contient la version originale de « Tristana » : la version du DVD est raccourcie de 30 secondes après le générique.

| no | Morceau      | Album d’origine | Année | Durée       |
| -- | ------------ | --------------- | ----- | ----------- |
| 1  | Maman a Tort | Cendres de lune | 1984  | 3 min 50 s  |
| 2  | Plus Grandir | Cendres de lune | 1985  | 7 min 32 s  |
| 3  | Libertine    | Cendres de lune | 1986  | 10 min 53 s |
| 4  | Tristana     | Cendres de lune | 1987  | 11 min 33 s |

### Les clips vol. 2 (1988)
- Réalisation : Laurent Boutonnat.
- N'existe qu'en format VHS. Contenu repris dans le DVD Music videos (2000).

| no | Morceau                       | Album d’origine  | Année | Durée       |
| -- | ----------------------------- | ---------------- | ----- | ----------- |
| 1  | Sans contrefaçon              | Ainsi soit je... | 1987  | 8 min 43 s  |
| 2  | Ainsi soit je...              | Ainsi soit je... | 1988  | 5 min 23 s  |
| 3  | Pourvu qu'elles soient douces | Ainsi soit je... | 1989  | 17 min 52 s |

### Les clips vol. 3 (1990)
- Réalisation : Laurent Boutonnat.
- N'existe qu'en format VHS. Contenu repris dans le DVD Music videos (2000).

| no | Morceau             | Album d’origine  | Année | Durée      |
| -- | ------------------- | ---------------- | ----- | ---------- |
| 1  | Sans logique        | Ainsi soit je... | 1989  | 5 min 37 s |
| 2  | À quoi je sers      |                  | 1989  | 4 min 58 s |
| 3  | Allan (live)        | En concert       | 1990  | 5 min 42 s |
| 4  | Plus grandir (live) | En concert       | 1990  | 4 min 50 s |

### The Videos(1990)
- Format VHS et Laserdisc.
- Sorti en  Angleterre exclusivement, en 1990

Contenu repris de Les clips vol. 2 (1988), et en partie, de Les clips vol. 3 (1990).

Contenu repris dans Music videos (1997).
| no | Morceau             | Album d’origine  | Année | Durée       |
| -- | ------------------- | ---------------- | ----- | ----------- |
| 1  | Sans contrefaçon    | Ainsi soit je... | 1987  | 8 min 30 s  |
| 2  | Douces              | Ainsi soit je... | 1988  | 17 min 30 s |
| 3  | Ainsi soit je...    | Ainsi soit je... | 1988  | 5 min 10 s  |
| 4  | Sans logique        | Ainsi soit je... | 1989  | 6 min 00 s  |
| 5  | Allan (live)        | En concert       | 1990  | 5 min 42 s  |
| 6  | Plus grandir (Live) | En concert       | 1990  | 4 min 50 s  |
|    |                     |                  |       | 48 minutes  |

- Crédits
  - Réalisation : Laurent Boutonnat
  - Produit par Toutânkhamon
  - Éditions : Polygram / Bertrand Le Page
  - Distribué par Channel 5 video distribution ltd.
  - Photo : Marianne Rosenstiehl che Sygma
- Références 082 524-3 (UK : CFM 2524)

### L'Autre (1992)
- Réalisation : Laurent Boutonnat.
- Existe en format VHS et Laserdisc. Contenu repris dans le DVD Music videos (2000).

| no | Morceau              | Album d’origine | Année | Durée       |
| -- | -------------------- | --------------- | ----- | ----------- |
| 1  | Désenchantée         | L'Autre...      | 1991  | 10 min 12 s |
| 2  | Regrets              | L'Autre...      | 1991  | 6 min 17 s  |
| 3  | Je t'aime mélancolie | L'Autre...      | 1991  | 5 min 13 s  |
| 4  | Beyond my control    | L'Autre...      | 1992  | 5 min 00 s  |

### Music videos (1997)
- Réalisation : Laurent Boutonnat.
- Format VHS, existe aussi une version Laserdisc sorti en 1998 et une sortie DVD en 2001.
- Clip Bonus DVD : "Maman a tort"

| no | Morceau                       | Album d’origine  | Année | Durée       |
| -- | ----------------------------- | ---------------- | ----- | ----------- |
| 1  | Plus grandir                  | Cendres de lune  | 1985  | 7 min 32 s  |
| 2  | Libertine                     | Cendres de lune  | 1986  | 10 min 53 s |
| 3  | Pourvu qu’elles soient douces | Ainsi soit je... | 1989  | 17 min 52 s |
| 4  | Tristana                      | Cendres de lune  | 1987  | 11 min 33 s |
| 5  | Sans contrefaçon              | Ainsi soit je... | 1987  | 8 min 43 s  |
| 6  | Ainsi soit je...              | Ainsi soit je... | 1988  | 5 min 23 s  |
| 7  | Sans logique                  | Ainsi soit je... | 1989  | 5 min 37 s  |
| 8  | À quoi je sers...             |                  | 1989  | 4 min 58 s  |
| 9  | Désenchantée                  | L'Autre...       | 1991  | 10 min 12 s |
| 10 | Regrets                       | L'Autre...       | 1991  | 6 min 17 s  |
| 11 | Je t’aime mélancolie          | L'Autre...       | 1991  | 5 min 13 s  |
| 12 | Beyond my control             | L'Autre...       | 1992  | 5 min 00 s  |
| 13 | Maman a tort                  | Cendres de lune  | 1984  | 3 min 50 s  |
| 14 | Allan (live)                  | Ainsi soit je... | 1990  | 5 min 42 s  |
| 15 | Plus grandir (live)           | Cendres de lune  | 1990  | 4 min 50 s  |

### Music videosII(1997)
- Format VHS. Contenu repris dans le DVD Music videos II & III (2000).

| no | Titre                                                 | Album d’origine | Réalisateur    | Année | Durée       |
| -- | ----------------------------------------------------- | --------------- | -------------- | ----- | ----------- |
| 1  | Que mon cœur lâche                                    | Dance Remixes   | Luc Besson     | 1992  | 6 min 44 s  |
| 2  | XXL                                                   | Anamorphosée    | Marcus Niespel | 1995  | 4 min 34 s  |
| 3  | L'instant X                                           | Anamorphosée    | Marcus Niespel | 1995  | 4 min 22 s  |
| 4  | California                                            | Anamorphosée    | Abel Ferrara   | 1996  | 5 min 18 s  |
| 5  | Comme j'ai mal                                        | Anamorphosée    | Marcus Niespel | 1996  | 4 min 00 s  |
| 6  | making of : « Dans les coulisses du clip California » |                 | François Hanss | 1996  | 26 min 51 s |
|    |                                                       |                 |                |       | 50 minutes  |

- Crédits
  - Produit par Toutânkhamon
  - Éditions : Requiem Publishing
  - Distributeur : Polygram Video
  - Photos : Marianne Rosenstiehl, Claude Gassian et Jeff Dahlgren
  - Design : Com' N.B
  - Référence : 054 706-3

### Music videos III (2000)
- Format VHS.

Contenu repris dans le DVD Music videos II & III (2000).
| no | Morceau                                                                | Album d’origine | Réalisation      | Année | Durée       |
| -- | ---------------------------------------------------------------------- | --------------- | ---------------- | ----- | ----------- |
| 1  | L'Âme-Stram-Gram                                                       | Innamoramento   | Ching Siu Tung   | 1999  | 7 min 50 s  |
| 2  | Je te rends ton amour                                                  | Innamoramento   | François Hanss   | 1999  | 5 min 08 s  |
| 3  | Souviens-toi du jour...                                                | Innamoramento   | Marcus Niespel   | 1999  | 5 min 07 s  |
| 4  | Optimistique-moi                                                       | Innamoramento   | Michael Haussman | 2000  | 4 min 25 s  |
| 5  | Innamoramento (live)                                                   | Innamoramento   | François Hanss   | 2000  | 5 min 52 s  |
| 6  | making of : « Les 5 jours de Pékin » Tournage de clip L'Âme-Stram-Gram |                 | Francois Hanss   | 2000  | 18 min 19 s |
|    |                                                                        |                 |                  |       | 48 minutes  |

- Crédits
  - Produit par Stuffed Monkey
  - Éditions : Requiem Publishing
  - Distributeur : Polygram Video
  - Photos : Claude Gassian
  - Design : Henry Neu pour Com' N.B

### Music videos (2001)
- Réalisation : Laurent Boutonnat.
- Format DVD, existe aussi en format VHS.

Voir l'édition VHS de 1997 pour le descriptif.
Le DVD contient par ailleurs plusieurs bonus supplémentaires (les coulisses).

### Music videosII&III(2001)
- Réalisation : voir tableau.
- N'existe qu'en format DVD.

| no | Morceau                                        | Album d’origine | Réalisation                         | Année | Durée      |
| -- | ---------------------------------------------- | --------------- | ----------------------------------- | ----- | ---------- |
| 1  | Que mon cœur lâche                             | Dance Remixes   | Luc Besson                          | 1992  | 6 min 44 s |
| 2  | XXL                                            | Anamorphosée    | Marcus Niespel                      | 1995  | 4 min 34 s |
| 3  | L'Instant X                                    | Anamorphosée    | Marcus Niespel                      | 1995  | 4 min 22 s |
| 4  | California                                     | Anamorphosée    | Abel Ferrara                        | 1996  | 5 min 18 s |
| 5  | Comme j’ai mal                                 | Anamorphosée    | Marcus Niespel                      | 1996  | 4 min 00 s |
| 6  | L'Âme-Stram-Gram                               | Innamoramento   | Ching Siu Tung                      | 1999  | 7 min 50 s |
| 7  | Je te rends ton amour                          | Innamoramento   | François Hanss                      | 1999  | 5 min 08 s |
| 8  | Souviens-toi du jour                           | Innamoramento   | Marcus Niespel                      | 1999  | 5 min 07 s |
| 9  | Optimistique-moi                               | Innamoramento   | Michael Haussman                    | 2000  | 4 min 25 s |
| 10 | Innamoramento (live)                           | Mylenium Tour   | François Hanss                      | 2000  | 5 min 52 s |
| 13 | Ainsi soit je... (live)                        | Live à Bercy    | Laurent Boutonnat et François Hanss | 1997  | 5 min 04 s |
| 14 | La Poupée qui fait non (live, duo avec Khaled) | Live à Bercy    | Laurent Boutonnat et François Hanss | 1997  | 4 min 30 s |
| 15 | Rêver (live)                                   | Live à Bercy    | Laurent Boutonnat et François Hanss | 1996  | 6 min 05 s |

Le DVD contient par ailleurs plusieurs bonus (les coulisses, multi-angles, illustrations).

### Music videosIV(2006)
- Réalisation : voir tableau.
- N'existe qu'en format DVD.
- Ventes : 60 000 exemplaires

| no | Morceau                     | Album d’origine      | Réalisation        | Année | Durée    |
| -- | --------------------------- | -------------------- | ------------------ | ----- | -------- |
| 1  | Les Mots (en duo avec Seal) | Les Mots             | Laurent Boutonnat  | 2001  | 4min 45s |
| 2  | C'est une belle journée     | Les Mots             | Benoît Di Sabatino | 2002  | 4min 15s |
| 3  | Pardonne moi                | Les Mots             | Laurent Boutonnat  | 2002  | 4min 13s |
| 4  | Fuck Them All               | Avant que l'ombre... | Agustin Villaronga | 2005  | 5min 02s |
| 5  | Q.I                         | Avant que l'ombre... | Benoît Lestang     | 2005  | 4min 00s |
| 6  | Redonne moi                 | Avant que l'ombre... | François Hanss     | 2006  | 4min 22s |
| 7  | L'amour n'est rien          | Avant que l'ombre... | Benoît di Sabatino | 2006  | 3min 40s |
| 8  | Peut-être toi               | Avant que l'ombre... | Kusumi Naoko       | 2006  | 4min 04s |

Le DVD contient également le making-of de Fuck Them All.

### Les Clips L'intégrale 1999-2020 (2021)
- Réalisation : Voir Tableau
- Sortie en coffret DVD livre (3 DVD) édition limitée et Blu-Ray (2 Blu-Ray) édition limitée, le 21 Juin 2021, DVD et Blu-Ray (boîtiers normaux).
- Ventes : 25 000 Ventes

| N° | Morceau                                                     | Album D'origine      | Réalisation        | Année | Durée        |
| -- | ----------------------------------------------------------- | -------------------- | ------------------ | ----- | ------------ |
| 1  | L'âme-Stram-Gram                                            | Innamoramento        | Ching Siu Tung     | 1999  | 7min 50s     |
| 2  | Je Te Rends Ton Amour                                       | Innamoramento        | François Hanss     | 1999  | 5min 08s     |
| 3  | Souviens-Toi du Jour                                        | Innamoramento        | Marcus Nispel      | 1999  | 5min 07s     |
| 4  | Optimistique-Moi                                            | Innamoramento        | Michael Haussman   | 2000  | 4min 25s     |
| 5  | Innamoramento                                               | Innamoramento        | François Hanss     | 2000  | 5min 52s     |
| 6  | Les Mots                                                    | Les Mots             | Laurent Boutonnat  | 2001  | 4min 45s     |
| 7  | C'est Une Belle Journée                                     | Les Mots             | Benoît Di Sabatino | 2002  | 4min 15s     |
| 8  | Pardonne-Moi                                                | Les Mots             | Laurent Boutonnat  | 2002  | 4min 13s     |
| 9  | Fuck Them All                                               | Avant Que L'ombre... | Agustin Villaronga | 2005  | 5min 02s     |
| 10 | Q.I                                                         | Avant Que L'ombre... | Benoît Lestang     | 2005  | 4min 00s     |
| 11 | Redonne-Moi                                                 | Avant Que L'ombre... | François Hanss     | 2005  | 4min 22s     |
| 12 | L'amour N'est Rien                                          | Avant Que L'ombre... | M.Liberatore       | 2006  | 3min 40s     |
| 13 | Peut-Être Toi                                               | Avant Que L'ombre... | Naoko Kusumi       | 2006  | 4min 04s     |
| 14 | Appelle Mon Numéro                                          | Point de Suture      | Benoît Di Sabatino | 2008  | 4min 35s     |
| 15 | The Farmer's Project (Dégénération, Si J'avais Au Moins...) | Point de Suture      | Bruno Aveillan     | 2008  | 15min 17s    |
| 16 | C'est Dans L'air                                            | Point de Suture      | Alain Escalle      | 2009  | 3min 49s     |
|    |                                                             |                      |                    |       | 1h 26min 54s |

| N° | Morceau                       | Album D'Origine | Réalisation               | Année | Durée        |
| -- | ----------------------------- | --------------- | ------------------------- | ----- | ------------ |
| 1  | Oui Mais...Non                | Bleu Noir       | Chris Sweeney             | 2010  | 4min 19s     |
| 2  | Leïla                         | Bleu Noir       | Alain Escalle             | 2011  | 4min 04s     |
| 3  | Bleu Noir                     | Bleu Noir       | Olivier Dahan             | 2011  | 4min 05s     |
| 4  | Lonely Lisa                   | Bleu Noir       | Roy Raz                   | 2011  | 3min 02s     |
| 5  | Du Temps                      | 2001-2011       | Laurent Boutonnat         | 2011  | 3min 36s     |
| 6  | À L'ombre                     | Monkey Me       | Laurent Boutonnat         | 2012  | 4min 47s     |
| 7  | Quand                         | Monkey Me       | François Hanss            | 2012  | 4min 06s     |
| 8  | Je Te Dis Tout                | Monkey Me       | François Hanss            | 2013  | 4min 19s     |
| 9  | Monkey Me                     | Monkey Me       | Eric Delmotte             | 2013  | 3min 46s     |
| 10 | Stolen Car                    | Interstellaires | Bruno Aveillan            | 2015  | 4min 05s     |
| 11 | Insondables                   | Interstellaires | Eve Ramboz, Annie Dautane | 2015  | 5min 11s     |
| 12 | City Of Love                  | Interstellaires | Pascal Laugier            | 2015  | 5min 11s     |
| 13 | City Of Love (Martin's Remix) | Interstellaires | Derek James Breflow       | 2016  | 3min 32s     |
| 14 | Rolling Stones                | Désobéissance   | Carole Denis              | 2018  | 3min 43s     |
| 15 | N'oublie Pas                  | Désobéissance   | Laurent Boutonnat         | 2018  | 3min 48s     |
| 16 | Sentimentale                  | Désobéissance   | Mylène Farmer             | 2018  | 4min 19s     |
| 17 | Désobéissance                 | Désobéissance   | Bruno Aveillan            | 2018  | 4min 23s     |
| 18 | Des Larmes                    | Désobéissance   | Marcel Hartmann           | 2019  | 3min 18s     |
| 19 | L'âme Dans L'eau              | Histoires De    | Mathieu Spadaro           | 2020  | 3min 08s     |
|    |                               |                 |                           |       | 1h 14min 13s |

| N° | Clips Live             | Tournée                                         | Réalisation       | Année | Durée       |
| -- | ---------------------- | ----------------------------------------------- | ----------------- | ----- | ----------- |
| 1  | Dessine-Moi un Mouton  | Mylenium Tour                                   | François Hanss    | 1999  | 4min 56s    |
| 2  | Regrets                | Mylenium Tour                                   | François Hanss    | 1999  | 5min 06s    |
| 3  | Avant Que L'ombre...   | Avant Que L'ombre...À Bercy                     | François Hanss    | 2006  | 7min 39s    |
| 4  | Déshabillez-Moi        | Avant Que L'ombre...À Bercy                     | François Hanss    | 2006  | 3min 54s    |
| 5  | C'est Dans L'air       | Stade de France                                 | François Hanss    | 2009  | 4min 39s    |
| 6  | Paradis Inanimé        | Stade de France                                 | François Hanss    | 2009  | 4min 43s    |
| 7  | Diabolique Mon Ange    | Timeless 2013                                   | François Hanss    | 2013  | 6min 57s    |
| 8  | M'effondre             | Live 2019                                       | François Hanss    | 2019  | 4min 10s    |
|    |                        |                                                 |                   |       | 42min 03s   |
| N° | Morceau                | Marking Of                                      | Réalisation       | Année | Durée       |
| 1  | L'âme-Stram-Gram       | Les 5 Jours de Pékin                            | François Hanss    | 1999  | 18min 17s   |
| 2  | Fuck Them All          | Shoot It All                                    | François Hanss    | 2005  | 22min 14s   |
| 3  | Appelle Mon Numéro     | Sur le Tournage du Clip « Appelle Mon Numéro »  | Olivier Kahn      | 2008  | 8min 40s    |
| 4  | Dégénération           | Born Again                                      | Isabelle de Nadon | 2008  | 5min 20s    |
| 5  | Dégénération           | The Power Of Love                               | Isabelle de Nadon | 2008  | 5min 56s    |
| 6  | Si J'avais Au Moins... | Sur le Tournage du Clip « Si J'Avais Au Moins » | Isabelle de Nadon | 2008  | 5min 55s    |
| 7  | City Of Love           | Making Off 1 « City Of Love »                   | Thierry Redon     | 2015  | 4min 27s    |
| 8  | City Of Love           | Making Off 2 « City Of Love »                   | Thierry Redon     | 2015  | 4min 26s    |
| 9  | Stolen Car             | Behind The Scenes                               | Images FIX        | 2015  | 3min 20s    |
| 10 | Désobéissance          | Sur le Tournage du Clip « Désobéissance »       | Mathieu Spadaro   | 2018  | 3min 58s    |
|    |                        |                                                 |                   |       | 1h23min 25s |

## Lives

### En concert (1989)
- Formats
  - VHS et Laserdisc sorti en novembre 1990
  - CDi sortie en juillet 1992
  - DVD et Blu-Ray sortie le 31 mai 2019

#### Film
La sortie de la vidéo En Concert fait suite à la tournée Tour 89 qui a été capté lors des représentations au Forest National de Bruxelles, elle sort en novembre 90 presque un an après le double CD du même nom En concert.
À noter l'absence des singles live, Plus grandir et Allan, qui apparaissent sur la VHS Les clips vol. 3 sorti quasiment en même temps.
La vidéo de ce spectacle reçut le prix de la « Meilleure Vidéo Musicale Européenne » en 1990.
| no | Morceau                            | Album d’origine  | Durée      |
| -- | ---------------------------------- | ---------------- | ---------- |
| 1  | Prologue                           | -                |            |
| 2  | L'horloge                          | Ainsi soit je... |            |
| 3  | Sans logique                       | Ainsi soit je... |            |
| 4  | Maman a tort                       | Cendres de lune  |            |
| 5  | Déshabillez-moi                    | Ainsi soit je... |            |
| 6  | Puisque                            | -                |            |
| 7  | Pourvu qu'elles soient douces      | Ainsi soit je... |            |
| 8  | À quoi je sers                     | -                |            |
| 9  | Sans contrefaçon                   | Ainsi soit je... |            |
| 10 | Jardin de Vienne                   | Ainsi soit je... |            |
| 11 | Tristana                           | Cendres de lune  |            |
| 12 | Ainsi soit je...                   | Ainsi soit je... |            |
| 13 | Libertine                          | Cendres de lune  |            |
| 14 | Je voudrais tant que tu comprennes | -                |            |
| 15 | Mouvements de lune                 | -                |            |
|    |                                    |                  | 90 minutes |

#### Infos
- Crédits
  - Film de : Laurent Boutonnat
  - Réalisation du tournage : François Hanss
  - Montage : Agnès Mouchel
  - Produit par Toutânkhamon / Polydor
  - Distributeur : Polygram Video ou Video master serie
  - Photos : Marianne Rosenstiehl pour Sygma
- Supports sortis en France :
  - VHS : (4 pressages différents avec de légères différences physique) 082 814-3
  - Laserdisc : 082 814-1
  - CDi : (2 pressages différents) 812 250-3
  - DVD et Blu-ray Disc
  - Combi 2CD+DVD et Combi 2CD+Blu -ray (seulement sur la boutique de universal) en édition digipack.

### Live à Bercy (1997)
- Formats
  - VHS et Laserdisc sortis le 21 mai 1997
  - DVD avec un livret de 16 pages sorti le 27 juin 2000
- Ventes cumulées : 350 000 exemplaires.

#### Film
La sortie de la vidéo Live à Bercy fait suite à la tournée Tour 1996 qui a été capté lors des représentations a Bercy à Paris, elle sort en même temps que le double CD du même nom Live à Bercy.
| no | Morceau                      | Album d’origine                            | Année | Durée      |
| -- | ---------------------------- | ------------------------------------------ | ----- | ---------- |
| 1  | Ouverture                    |                                            | 1996  | 4 min 45 s |
| 2  | Vertige                      | Anamorphosée                               | 1995  | 6 min 20 s |
| 3  | California                   | Anamorphosée                               | 1995  | 7 min 30 s |
| 4  | Que mon cœur lâche           | Dance Remixes                              | 1992  | 4 min 35 s |
| 5  | Et tournoie                  | Anamorphosée                               | 1995  | 4 min 30 s |
| 6  | Je t'aime mélancolie         | L'Autre...                                 | 1991  | 5 min 20 s |
| 7  | L'Autre                      | L'Autre...                                 | 1991  | 5 min 50 s |
| 8  | Libertine                    | Cendres de lune                            | 1986  | 5 min 40 s |
| 9  | L'Instant X                  | Anamorphosée                               | 1995  | 9 min 36 s |
| 10 | Alice                        | Anamorphosée                               | 1995  | 5 min 25 s |
| 11 | Comme j'ai mal               | Anamorphosée                               | 1995  | 4 min 35 s |
| 12 | Sans contrefaçon             | Ainsi soit je...                           | 1987  | 4 min 20 s |
| 13 | Mylène s'en fout             | Anamorphosée                               | 1995  | 4 min 45 s |
| 14 | Désenchantée                 | L'Autre...                                 | 1991  | 8 min 15 s |
| 15 | Rêver                        | Anamorphosée                               | 1995  | 8 min 00 s |
| 16 | Laisse le vent emporter tout | Anamorphosée                               | 1995  | 6 min 25 s |
| 17 | Tomber 7 fois                | Anamorphosée                               | 1995  | 6 min 00 s |
| 18 | Ainsi soit je...             | Ainsi soit je...                           | 1988  | 5 min 00 s |
| 19 | La Poupée qui fait non       | Love me please love me de Michel Polnareff | 1966  | 4 min 30 s |
| 20 | XXL                          | Anamorphosée                               | 1995  | 7 min 00 s |
|    |                              |                                            |       | 2 heures   |

#### Infos
- Crédits
  - Réalisation : Laurent Boutonnat et François Hanss
  - Produit par Toutânkhamon
  - Distributeur : Polygram Video
  - Photos : Claude Gassian
  - Design : Henry Neu pour Com' N.B
- Supports sortis en France :
  - VHS. (existe en 2 versions, pochette hologramme puis pochette argentée) 054 850-3
  - Laserdisc. (054 844-1)
  - DVD. (existe en 4 versions, pochette pailletée puis pochette argentée puis pochette Rose et pochette blanc) 054 850-2
  - Combi 2 CD+DVD (sortie en Septembre 2018) en édition digipack.
- Infos techniques
  - DVD
    - DVD de type DVD-9 (double-couche), Pal, Toutes zones.
    - Format : image 4/3 (film en 16/9 avec bandes noires) et son stéréo (PCM linéaire)
    - Débit binaire moyen du film : 6,32 Mbit/s

### Mylenium Tour (2000)
- Formats VHS et DVD sortis le 5 décembre 2000.
- Ventes cumulées : 450 000 exemplaires.

#### Film
La sortie de la vidéo Mylenium Tour fait suite à la tournée Mylenium Tour qui a été capté lors des représentations à Bercy à Paris, elle sort en même temps que le double CD du même nom Mylenium Tour.
| no | Morceau                                                                            | Album d’origine                   | Année | Durée      |
| -- | ---------------------------------------------------------------------------------- | --------------------------------- | ----- | ---------- |
| 1  | Mylenium                                                                           | Innamoramento                     | 1999  | 6 min 40 s |
| 2  | L’Amour naissant...                                                                | Innamoramento                     | 1999  | 5 min 26 s |
| 3  | L’Âme-Stram-Gram                                                                   | Innamoramento                     | 1999  | 5 min 43 s |
| 4  | Beyond my control                                                                  | L'Autre...                        | 1991  | 5 min 21 s |
| 5  | Rêver                                                                              | Anamorphosée                      | 1995  | 5 min 55 s |
| 6  | Il n’y a pas d’ailleurs                                                            | L'Autre...                        | 1991  | 5 min 17 s |
| 7  | Mylène is calling...                                                               |                                   | 1991  | 2 min 20 s |
| 8  | Optimistique-moi                                                                   | Innamoramento                     | 1999  | 5 min 43 s |
| 9  | Medley (Pourvu qu'elles soient douces, Maman a tort, Libertine & Sans Contrefaçon) | Cendres de lune, Ainsi soit je... | 84-88 | 6 min 45 s |
| 10 | Regrets                                                                            | L'Autre...                        | 1991  | 5 min 07 s |
| 11 | Désenchantée                                                                       | L'Autre...                        | 1991  | 7 min 54 s |
| 12 | Méfie-toi                                                                          | Innamoramento                     | 1999  | 5 min 51 s |
| 13 | Dessine-moi un mouton                                                              | Innamoramento                     | 1999  | 6 min 40 s |
| 14 | California                                                                         | Anamorphosée                      | 1995  | 5 min 15 s |
| 15 | Pas le temps de vivre                                                              | Innamoramento                     | 1999  | 8 min 26 s |
| 16 | Je te rends ton amour                                                              | Innamoramento                     | 1999  | 5 min 16 s |
| 17 | Souviens-toi du jour...                                                            | Innamoramento                     | 1999  | 7 min 48 s |
| 18 | Dernier sourire                                                                    |                                   | 1989  | 5 min 23 s |
| 19 | Innamoramento                                                                      | Innamoramento                     | 1999  | 6 min 49 s |
| 20 | Générique de fin (Mylenium)                                                        | Innamoramento                     | 1999  | 4 min 28 s |
|    |                                                                                    |                                   |       | 2 heures   |

#### Bonus
Les bonus ne sont présents que sur l'édition DVD, sur le même disque que le film.
- Coulisses :
  - « Made in USA (dans les coulisses) » : préparation du spectacle - 8 min 50 s
  - « Band & Dancers » : en coulisses avec les musiciens et les danseurs - 3 min 40 s
  - « 326 seconds (Avant le show) » : les 326 dernières secondes avant le début du concert - 5 min 31 s
  - « Vous... » : hommage aux hommes et femmes indispensables à la tournée - 4 min 50 s
  - « Made in Russia » : répétitions et images des concerts en Russie - 8 min 08 s
- Multi-angles
  - « L'Amour Naissant » - 4 min 38 s
  - « L'Âme-Stram-Gram » - 4 min 27 s
  - « Rêver » - 4 min 20 s
- Illustrations : Croquis préparatoires de la scène et des costumes

#### Infos
- Crédits
  - Réalisateur : François Hanss
  - Produit par Stuffed Monkey
  - Distributeur : Polydor
  - Photos : Claude Gassian
  - Design : Henry Neu pour Com' N.B
- Supports sortis en France :
  - VHS. (060 805-3)
  - DVD avec un livret de 16 pages. (060 805-9)
- Infos techniques
  - DVD
    - DVD de type DVD-9 (double-couche), Pal, Toutes zones
    - Format du film : image 16/9 Anamorphique compatible 4/3 et son en stéréo Dolby ProLogic et en Dolby Digital 5.1
    - Débit binaire moyen du film : 7,14 Mbit/s
    - Format des Bonus : 4/3 et son stéréo
    - Infographie DVD : FKGB
    - Authoring DVD : Eclair Laboratoires

### Avant que l'ombre... À Bercy (2006)
Formats DVD et Blu-ray

#### Film
La sortie de la vidéo Avant que l'ombre... à Bercy fait suite à la tournée Avant que l’ombre... À Bercy qui a été capté lors des représentations à Bercy à Paris, elle sort en même temps que le double CD du même nom Avant que l’ombre... À Bercy.
| no | Morceau                  | Album d’origine      | Année | Durée      |
| -- | ------------------------ | -------------------- | ----- | ---------- |
| 1  | Introduction             |                      | 2006  | 7 min 32 s |
| 2  | Peut-être toi            | Avant que l'ombre... | 2005  | 3 min 22 s |
| 3  | XXL                      | Anamorphosée         | 1995  | 5 min 27 s |
| 4  | Dans les rues de Londres | Avant que l'ombre... | 2005  | 4 min 16 s |
| 5  | California               | Anamorphosée         | 1995  | 5 min 15 s |
| 6  | Porno Graphique          | Avant que l'ombre... | 2005  | 4 min 07 s |
| 7  | Sans contrefaçon         | Ainsi soit je...     | 1987  | 4 min 48 s |
| 8  | Q.I.                     | Avant que l'ombre... | 2005  | 6 min 50 s |
| 9  | C'est une belle journée  | Les Mots             | 2001  | 4 min 14 s |
| 10 | Ange, parle-moi...       | Avant que l'ombre... | 2005  | 4 min 32 s |
| 11 | Redonne-moi...           | Avant que l'ombre... | 2005  | 5 min 36 s |
| 12 | Rêver                    | Anamorphosée         | 1995  | 7 min 41 s |
| 13 | L'Autre...               | L'Autre...           | 1991  | 7 min 25 s |
| 14 | Désenchantée             | L'Autre...           | 1991  | 9 min 08 s |
| 15 | Nobody knows             | Avant que l'ombre... | 2005  | 5 min 36 s |
| 16 | Je t'aime mélancolie     | L'Autre...           | 1991  | 4 min 47 s |
| 17 | L'Amour n'est rien...    | Avant que l'ombre... | 2005  | 4 min 59 s |
| 18 | Déshabillez-moi          | Ainsi soit je...     | 1987  | 3 min 54 s |
| 19 | Les Mots                 | Les Mots             | 2001  | 5 min 05 s |
| 20 | Fuck them all            | Avant que l'ombre... | 2005  | 8 min 18 s |
| 21 | Avant que l'ombre...     | Avant que l'ombre... | 2005  | 7 min 45 s |
| 22 | Générique de fin         |                      | 2006  | 3 min 56 s |

#### Bonus
Les bonus se trouvent sur le second DVD de l'édition double ou à la suite sur l'édition blu-ray.
- « L'Ombre des autres » : making of (34 min 35 s)
- « Scene by scene views » : entretiens (18 min 33 s)
- « Works by Escalle » : portrait (7 min 37 s)
- « Haute Couture »
  - Entretien (7 min)
  - Clip (4 min)
- « Live Alternative »
  - Ange, parle-moi (6 min 15 s)
  - Avant que l’ombre... (7 min 35 s)
- ainsi qu'un bonus caché : « La Cassar mobile »

#### Infos
- Crédits
  - Réalisation : François Hanss
- Supports commercialisés en France :
  - Double DVD édition limitée (à 200 000 exemplaires) avec livret de 24 pages sorti le 4 décembre 2006. (984 429-1)
  - Coffret édition limitée numérotée (à 7 000 exemplaires) 2 DVD + 2 CD reprenant les contenus des éditions double DVD et double CD accompagnés d'une représentation de la capsule dans laquelle Mylène Farmer fait son entrée sur scène et d'un livret de 32 pages sorti le 4 décembre 2006. (984 430-4)
  - Double DVD boitier avec livret de 24 pages sorti le 20 décembre 2006. (984 429-1)
  - DVD boitier (sans bonus) sorti le 24 septembre 2007. (984 431-0)
  - Blu-ray sorti le 24 novembre 2008 (984 431-0)
- Ventes : 500 000 exemplaires.
- Infos techniques
  - DVD :
    - DVD-9 (double couche), Pal, Toutes zones
    - Format du film : image 16/9 Anamorphique compatible 4/3 et son en stéréo Dolby ProLogic, en Dolby Digital 5.1 et en DTS 5.1
    - Débit binaire moyen du film :

  - Blu-ray :
    - BD-50 (double couche), zone B
    - Format du film : image 16/9 natif 1080i AVC et son en stéréo et en DTS-HD 5.1
    - Débit binaire moyen du film :

### Stade de France (2009)
- Formats
  - Double DVD et Double Blu-ray sortis le 12 avril 2010

#### Film
La sortie de la vidéo Stade de France fait suite à la tournée Tour 2009 qui a été capté lors des représentations au Stade de France près de Paris, elle sort quatre mois après le double CD Nº 5 on Tour issue de la même tournée mais qui lui a été capté à Lyon.
Le film est présent sur le 1er disque de chaque édition.
| no | Morceau                                | Album d’origine      | Année | Durée   |
| -- | -------------------------------------- | -------------------- | ----- | ------- |
| 1  | D'entre les morts                      | -                    | 2009  |         |
| 2  | Paradis inanimé                        | Point de suture      | 2008  |         |
| 3  | L'Ame-Stram-Gram                       | Innamoramento        | 1999  |         |
| 4  | Je m'ennuie                            | Point de suture      | 2008  |         |
| 5  | Outro Haka                             | -                    | 2009  |         |
| 6  | Appelle mon numéro                     | Point de suture      | 2008  |         |
| 7  | XXL                                    | Anamorphosée         | 1995  |         |
| 8  | California                             | Anamorphosée         | 1995  |         |
| 9  | Pourvu qu'elles soient douces          | Ainsi soit-je        | 1988  |         |
| 10 | Point de suture                        | Point de suture      | 2008  |         |
| 11 | Nous souviendrons nous                 | L'autre...           | 1991  |         |
| 12 | Rêver                                  | Anamorphosée         | 1995  |         |
| 13 | Laisse le vent emporter tout           | Anamorphosée         | 1995  |         |
| 14 | Ainsi soit je...                       | Ainsi soit-je        | 1988  |         |
| 15 | Interlude "Avant que l'ombre..."       | Avant que l'ombre... | 2005  |         |
| 16 | Libertine                              | Cendres de lune      | 1986  |         |
| 17 | Sans contrefaçon                       | Ainsi soit je        | 1988  |         |
| 18 | L'instant X                            | Anamorphosée         | 1995  |         |
| 19 | Fuck Them All                          | Avant que l'ombre... | 2005  |         |
| 20 | Dégénération                           | Point de suture      | 2008  |         |
| 21 | C'est dans l'air                       | Point de suture      | 2008  |         |
| 22 | Désenchantée                           | L'autre...           | 1991  |         |
| 23 | Instrumental "Si j'avais au moins...'' | Point de suture      | 2008  |         |
|    |                                        |                      |       | minutes |

#### Bonus
- Le disque 2 contient:
  - « Ecorchée vive » Création des costumes. Entretien avec Jean-Paul Gaultier 11 min 20 s
  - « Body Art » Préparation physique. Entretien avec Hervé Lewis 4 min 33 s
  - « Le rayon vert » Création des lumières. Entretien avec Dimitri Vassiliu 10 min 13 s
  - « Derrière les fenêtres » Création des images de scène. Entretien avec Alain Escalle 14 min 18 s
  - « L'esprit du pas » Chorégraphies et danseurs. Entretiens avec Christophe Danchaud et Nataly Aveillan 24 min 10 s
  - « Ondes de choc » Musique et son. Entretiens avec Yvan Cassar, Stéphane Plission, Jérôme Devoise et Karen Nimereala 19 min 24 s
  - « Time laps » Les coulisses du Stade de France 12 min 00 s
- Le disque 3 de l'édition limitée contient les passages vidéos des concerts en salle :
  - À quoi je sers
  - Je te rends ton amour
  - Si j'avais au moins (le morceau final de la liste des morceaux interprétés lors des concerts en salle)
- Le disque 4 de l'édition limitée est un CD, il contient les passages audio des concerts en stade :
  - California 5 min 17 s
  - L'Instant X 4 min 54 s
  - Fuck them all 4 min 56 s

#### Infos
- Crédits
  - Film de : François Hanss
  - Réalisation du tournage : François Hanss
  - Produit par : Stuffed Monkey
  - Distributeur : Polydor
  - Photos : Robin & Claude Gassian
- Supports sortis en France :
  - Digibook double DVD édition limitée avec livret de 32 pages sorti le 12 avril 2010. (532 543-5)
  - Digibook double Blu-ray édition limitée avec livret de 32 pages sorti le 12 avril 2010. (532 543-8)
  - Coffret édition limitée et numérotée 3 DVD + 1 CD accompagné d'une statuette de 70 cm du Transi présent sur scène + un livret de 32 pages grand format sorti le 12 avril 2010. (532 543-0)
  - Double Blu-ray sorti le 27 avril 2010. (532 741-4)
  - Blu- ray (sans bonus) sortie le 5 juin 2012.
  - DVD boitier (sans bonus) sortie le 24 mai 2019. (532 544-4),
- Infos techniques
  - DVD :
    - DVD-9 (double couche) pour le disque 1, DVD-5 (simple couche) pour les autres disque, Pal, Toutes zones
    - Format du film : Image 16/9 Anamorphique compatible 4/3 ; Son en stéréo Dolby ProLogic, en Dolby Digital 5.1 et en DTS 5.1
    - Format des bonus : Image 16/9 Anamorphique compatible 4/3 ; Son en stéréo Dolby ProLogic et en Dolby Digital 5.1
    - Débit binaire moyen du film :

  - Blu-ray :
    - BD-50 (double couche) pour le disque 1, BD-25 (simple couche) pour l'autre disque, PAL, Toutes zones
    - Format du film et des bonus : Image 16/9 natif compatible 4/3 1080p AVC ; Son en DTS-HDMA stéréo et en DTS-HDMA 5.1
    - Débit binaire moyen du film :

### Timeless 2013 - Le film (2013)
- Formats
  - Double DVD, Double Blu-ray et Coffret collector sortis le 16 mai 2014

#### Film
La sortie de Timeless 2013 fait suite à la tournée Timeless 2013 qui a été capté lors des représentations a la Halle Tony-Garnier de Lyon.
Le film est présent sur le 1er disque de chaque édition.
| no | Morceau                                       | Album d’origine      | Année | Durée |
| -- | --------------------------------------------- | -------------------- | ----- | ----- |
| 1  | Prologue                                      | -                    | 2013  |       |
| 2  | Timeless Genesis                              | -                    | 2013  |       |
| 3  | À force de...                                 | Monkey Me            | 2012  |       |
| 4  | Comme j'ai mal                                | Anamorphosée         | 1995  |       |
| 5  | C'est une belle journée                       | Les Mots             | 2001  |       |
| 6  | Monkey Me                                     | Monkey Me            | 2012  |       |
| 7  | Slipping away (Crier la vie) en duo avec Moby | 2001-2011            | 2007  |       |
| 8  | Elle a dit                                    | Monkey Me            | 2012  |       |
| 9  | Oui mais... Non                               | Bleu Noir            | 2010  |       |
| 10 | Timeless Ballet                               | -                    | 2013  |       |
| 11 | Mad World en duo avec Gary Jules              | -                    | 2001  |       |
| 12 | Les Mots en duo avec Gary Jules               | Les Mots             | 2001  |       |
| 13 | Je te dis tout                                | Monkey Me            | 2012  |       |
| 14 | Et pourtant...                                | Avant que l'ombre... | 2005  |       |
| 15 | Désenchantée                                  | L'autre              | 1991  |       |
| 16 | Bleu Noir                                     | Bleu Noir            | 2010  |       |
| 17 | Diabolique mon ange                           | Bleu Noir            | 2010  |       |
| 18 | Sans contrefaçon                              | Ainsi soit je        | 1988  |       |
| 19 | Maman a tort                                  | Cendres de lune      | 1984  |       |
| 20 | Je t'aime mélancolie                          | L'autre              | 1991  |       |
| 21 | Outro JTM                                     | -                    | 2013  |       |
| 22 | XXL                                           | Anamorphosée         | 1995  |       |
| 23 | À l'ombre                                     | Monkey Me            | 2012  |       |
| 24 | Inséparables                                  | Bleu Noir            | 2010  |       |
| 25 | Rêver                                         | Anamorphosée         | 1995  |       |
| 26 | Endlessly                                     | -                    | 2013  |       |
|    |                                               |                      |       | 2h07  |

#### Bonus
- Le disque 2 contient:
  - « Timedress » - Création des costumes 15 min 15 s
  - « Oh les Filles » - Robotique 10 min 58 s
  - « Eye Screen » - Création des images de scène 13 min 22 s
  - « Time after Time » - Journal de la tournée 12 min 48 s
  - « Show Me » - Backstage & Répétitions 27 min 38 s
  - « Tech Me » - Création de la scène & logistique 15 min 08 s
  - « In Time »
  - « Genesis Alternative » 6 min 44 s
  - « Bande annonce Timeless 2013 » 4 min 23 s
  - « Film annonce Timeless 2013 » 1 min 03 s
  - « Bonus caché » 1 min 46 s

#### Infos
- Crédits
  - Film de : François Hanss
  - Réalisation du tournage : François Hanss
  - Produit par : Stuffed Monkey
  - Distributeur : Polydor
  - Photos : Nathalie Delépine & Claude Gassian
- Supports sortis en France :
  - Digibook double DVD édition limitée avec livret sorti le 16 mai 2014.
  - Digibook double Blu-ray édition limitée avec livret sorti le 16 mai 2014.
  - Coffret édition limitée sorti le 16 mai 2014 présenté dans une luxueuse colonne hexagonale d'une hauteur de 40 cm, le coffret contient :Le Robot lumineux sur son socle, le Double DVD, le Double BLU-RAY et le livret.
  - Blu-ray (sans bonus) 3 juin 2014.

### Live 2019 Le film (2019)
- Format : DVD, Blu-ray et Coffret collector sortis le 6 décembre 2019

#### Film
La sortie de Live 2019 Le Film fait suite à la tournée Mylène Farmer Live 2019 qui a été capté lors des représentations à Paris La Défense Arena de Nanterre. Le film est présent sur le 1er disque de chaque édition.
| no | Morceau                          | Album d’origine                        | Année       | Durée |
| -- | -------------------------------- | -------------------------------------- | ----------- | ----- |
| 1  | Coming From The Vortex           | -                                      | 2019        | 08:29 |
| 2  | Interstellaires                  | Interstellaires                        | 2015        | 03:48 |
| 3  | Sans Logique                     | Ainsi soit je                          | 1988        | 03:51 |
| 4  | Rolling Stone                    | Désobéissance                          | 2018        | 03:52 |
| 5  | Pourvu qu'elles soient douces    | Ainsi soit je                          | 1988        | 05:24 |
| 6  | Stolen Car en duo avec Sting     | Interstellaires                        | 2015        | 03:33 |
| 7  | Des larmes                       | Désobéissance                          | 2018        | 04:28 |
| 8  | California                       | Anamorphosée                           | 1995        | 06:10 |
| 9  | M'effondre                       | Bleu Noir                              | 2010        | 03:30 |
| 10 | L'âme-Stram-Gram                 | Innamoramento                          | 1999        | 04:08 |
| 11 | Hard Hip Hop                     | -                                      | 2019        | 03:36 |
| 12 | Un jour ou l'autre               | Interstellaires                        | 2015        | 04:57 |
| 13 | Ainsi soit-je                    | Ainsi soit je                          | 1988        | 05:38 |
| 14 | Innamoramento                    | Innamoramento                          | 1999        | 06:51 |
| 15 | Sans contrefaçon                 | Ainsi soit je                          | 1988        | 04:24 |
| 16 | Histoires de fesses              | Désobéissance                          | 2018        | 03:07 |
| 17 | Sentimentale                     | Désobéissance                          | 2018        | 03:20 |
| 18 | Désenchantée                     | L'autre                                | 1991        | 10:20 |
| 19 | Rêver                            | Anamorphosée                           | 1995        | 06:16 |
| 20 | Je te rends ton amour            | Innamoramento                          | 1999        | 05:29 |
| 21 | Fuck them all / C'est dans l'air | Avant que l'ombre... / Point de Suture | 2005 / 2008 | 06:03 |
| 22 | L'horloge                        | Ainsi soit je                          | 1988        | 08:25 |
|    |                                  |                                        |             | 2h08  |

#### Bonus
- Teaser du Live 2019
- Bande-Annonce du Live 2019

#### Bonus de l'édition Collector
Le disque contient :
- Le clip de M'effondre (live)
- Galerie de photos inédites des concerts et backstage

#### Infos
- Crédits
  - Film de : François Hanss
  - Réalisation du tournage : François Hanss
  - Produit par : Thierry Suc / Stuffed Monkey
  - Distributeur : Polydor
  - Photos : Nathalie Delépine & Claude Gassian
- Supports sortis en France :
- Digibook DVD édition limitée avec livret sorti le 6 décembre 2019.
- Digibook Blu-ray édition limitée avec livret sorti le 6 décembre 2019.
- Digibook Blu-ray 4K édition limitée avec livret sorti le 6 décembre 2019.
- Coffret édition limitée sorti le 6 décembre 2019, le coffret contient : la reproduction du trône issu du live (55 × 34 × 20,5 cm, 3,9 kg), le DVD, le Blu-Ray et un livret (36 pages)

## Bonus d'album

### Les Mots (2001)
- DVD bonus de l'édition longbox de la compilation Les Mots.
- Contient :
  - Le clip réalisé par Laurent Boutonnat

### Fuck them all(2005)
- DVD bonus de l'édition digipack et de l'édition limitée coffret collector de l'album Avant que l'ombre.
- Contient :
  - Le clip réalisé par Agustin Villaronga
  - Le making-of du clip réalisé par François Hanss

### Dégénération (2008)
- Réalisation : Bruno Aveillan.
- Piste vidéo du CD digipack l'album Point de suture.

### Timeless 2013 - le film (2013)
- Réalisation : François Hanss
- Piste vidéo du CD 2 de l'album live Timeless 2013 dit "Bonus piste CD-ROM". Il s'agit de la bande-annonce "Timeless 2013, le film".

### Plus Grandir - Best Of (2021)
- Il s'agit du DVD Bonus du Best Of (Boîte édition Violette) regroupant les clips 1985-1996 (sauf Pourvu qu'elles soient douces et Sans Logique).
- Contient :

| N° | Morceau                          | Album D'origine  | Réalisation                       | Année | Durée        |
| -- | -------------------------------- | ---------------- | --------------------------------- | ----- | ------------ |
| 1  | Plus Grandir                     | Cendres de Lune  | Laurent Boutonnat                 | 1985  | 7min 32s     |
| 2  | Libertine                        | Cendres de Lune  | Laurent Boutonnat                 | 1986  | 10min 53s    |
| 3  | Tristana                         | Cendres de Lune  | Laurent Boutonnat                 | 1987  | 11min 33s    |
| 4  | Sans Contrefaçon                 | Ainsi Soit Je... | Laurent Boutonnat                 | 1987  | 8min 43s     |
| 5  | Ainsi Soit Je...                 | Ainsi Soit Je... | Laurent Boutonnat                 | 1988  | 5min 23s     |
| 6  | Allan (Live 89)                  | En Concert       | Laurent Boutonnat                 | 1990  | 5min 42s     |
| 7  | Plus Grandir (Live 89)           | En Concert       | Laurent Boutonnat                 | 1990  | 4min 50s     |
| 8  | À Quoi Je Sers                   |                  | Laurent Boutonnat                 | 1989  | 4min 58s     |
| 9  | Regrets                          | L'autre...       | Laurent Boutonnat                 | 1991  | 6min 17s     |
| 10 | Je T'aime Mélancolie             | L'autre...       | Laurent Boutonnat                 | 1991  | 5min 13s     |
| 11 | Désenchantée                     | L'autre...       | Laurent Boutonnat                 | 1991  | 10min 12s    |
| 12 | Que Mon Cœur Lâche               | Dance Remixes    | Luc Besson                        | 1992  | 6min 44s     |
| 13 | Beyond My Control                | L'autre...       | Laurent Boutonnat                 | 1992  | 5min 00s     |
| 14 | XXL                              | Anamorphosée     | Marcus Nispel                     | 1995  | 4min 34s     |
| 15 | L'instant X                      | Anamorphosée     | Marcus Nispel                     | 1995  | 4min 22s     |
| 16 | California                       | Anamorphosée     | Abel Ferrara                      | 1996  | 5min 18s     |
| 17 | Comme J'ai Mal                   | Anamorphosée     | Marcus Nispel                     | 1996  | 4min 00s     |
| 18 | Ainsi Soit Je...(Live 96)        | Live à Bercy     | Laurent Boutonnat, François Hanss | 1997  | 5min 04s     |
| 19 | La Poupée Qui Fait Non (Live 96) | Live à Bercy     | Laurent Boutonnat, François Hanss | 1997  | 4min 30s     |
| 20 | Rêver (Live 96)                  | Live à Bercy     | Laurent Boutonnat, François Hanss | 1996  | 6min 05s     |
|    |                                  |                  |                                   |       | 2h 06min 42s |

## Autres

### Ainsi soit je... (1988)
- Réalisation : Laurent Boutonnat.
- N'existe qu'en format Laserdisc.

### Je te rends ton amour (1999)
- Format VHS + fascicule.
- Sortie : juillet 1999
- L'intégralité des bénéfices engrangés par les ventes de cette VHS ont été reversés au Sidaction.

Contenu repris dans le DVD Music videos II & III (2000).
| Titre                 | Album d’origine | Réalisation    | Année | Durée      |
| --------------------- | --------------- | -------------- | ----- | ---------- |
| Je te rends ton amour | Innamoramento   | François Hanss | 1999  | 5 min 08 s |
|                       |                 |                |       | 5 min 08 s |

#### Crédits
- - Produit par Stuffed Monkey
  - Éditions : Requiem Publishing
  - Photo : Marino Parisotto Vay
  - Design : Henry Neu pour Com' N.B